# Anteaeolidiella
Genre
Anteaeolidiella est un genre de nudibranches de la famille des Aeolidiidae .

## Systématique
Ce genre a été décrit par Michael Charles Miller (d) en 2001. Son espèce type est Anteaeolidiella indica.

## Liste d'espèces
Selon World Register of Marine Species (14 mars 2016) :
- Anteaeolidiella cacaotica (Stimpson, 1855)
- Anteaeolidiella chromosoma (Cockerell & Eliot, 1905)
- Anteaeolidiella fijensis Carmona, Bhave, Salunkhe, Pola, Gosliner & Cervera, 2014
- Anteaeolidiella indica (Bergh, 1888)
- Anteaeolidiella ireneae Carmona, Bhave, Salunkhe, Pola, Gosliner & Cervera, 2014
- Anteaeolidiella lurana (Marcus & Marcus, 1967)
- Anteaeolidiella oliviae (MacFarland, 1966)
- Anteaeolidiella orientalis (Bergh, 1888)
- Anteaeolidiella poshitra Carmona, Bhave, Salunkhe, Pola, Gosliner & Cervera, 2014
- Anteaeolidiella saldanhensis (Barnard, 1927)
- Anteaeolidiella takanosimensis (Baba, 1930)

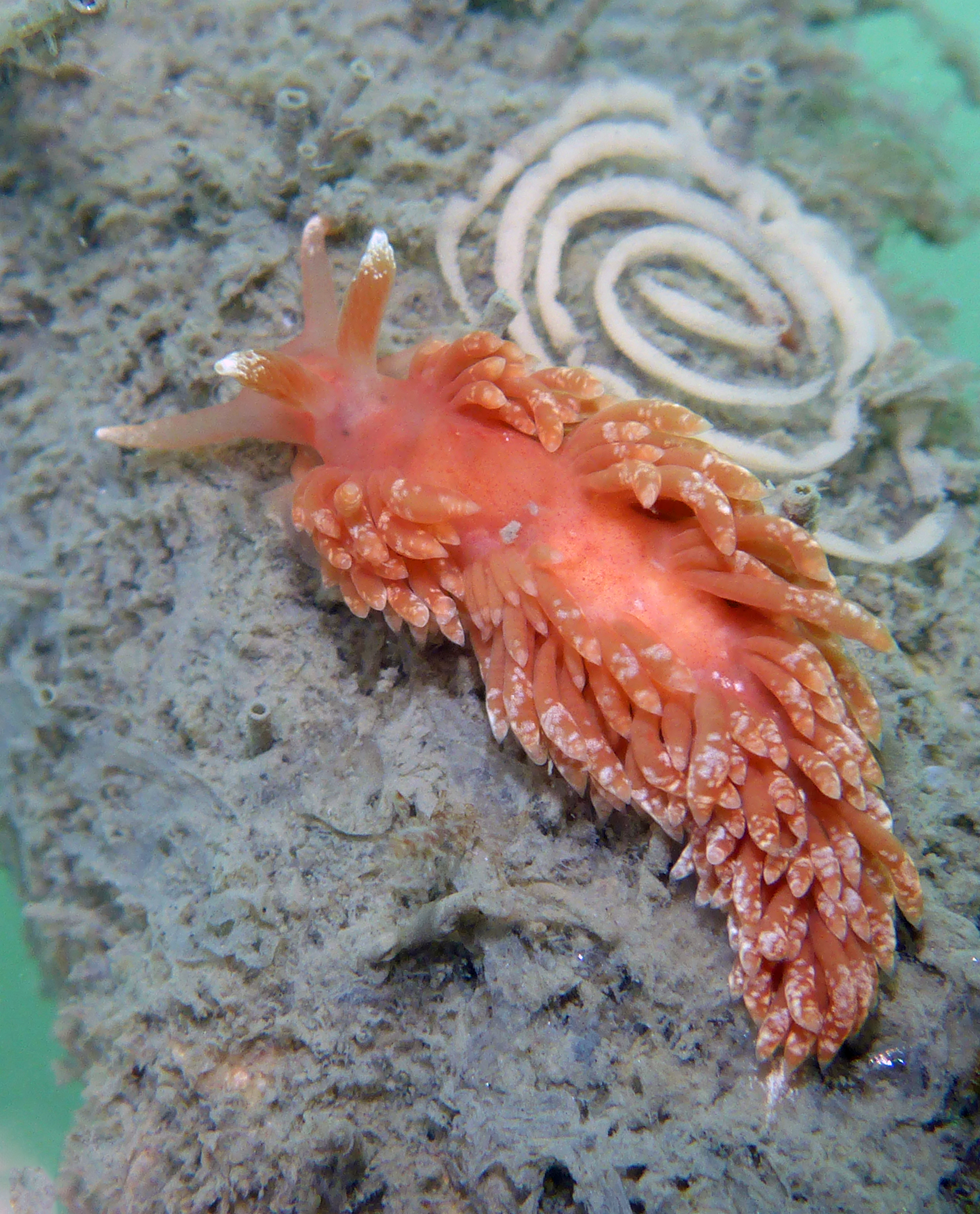
Aeolidiella chromosoma.
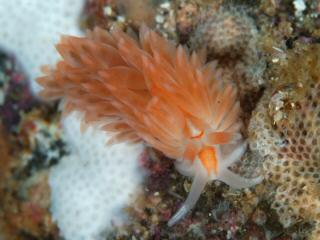
Anteaeolidiella indica.
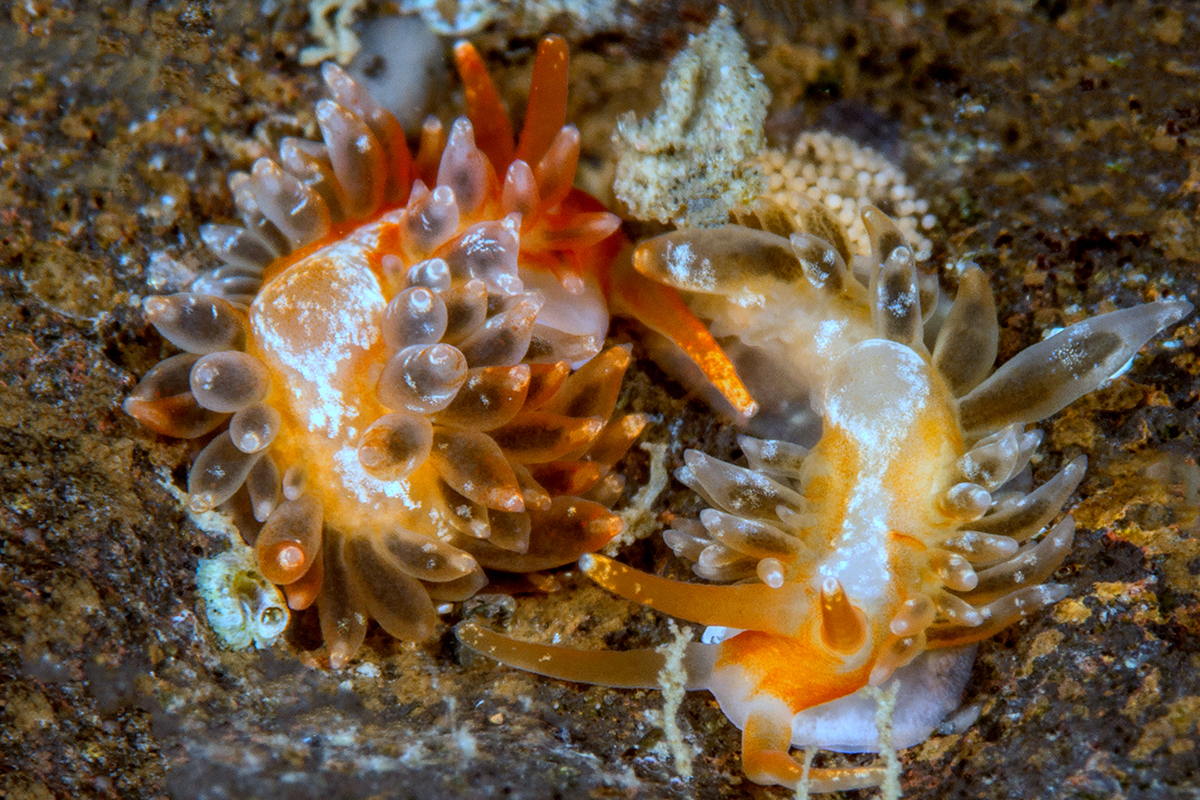
Autre espèce du complexe Anteaeolidiella indica.
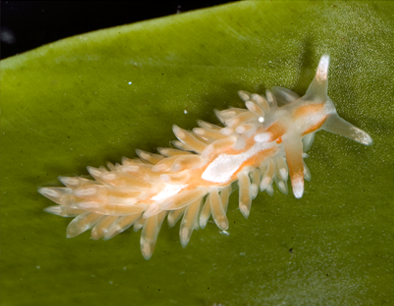
Anteaeolidiella lurana.
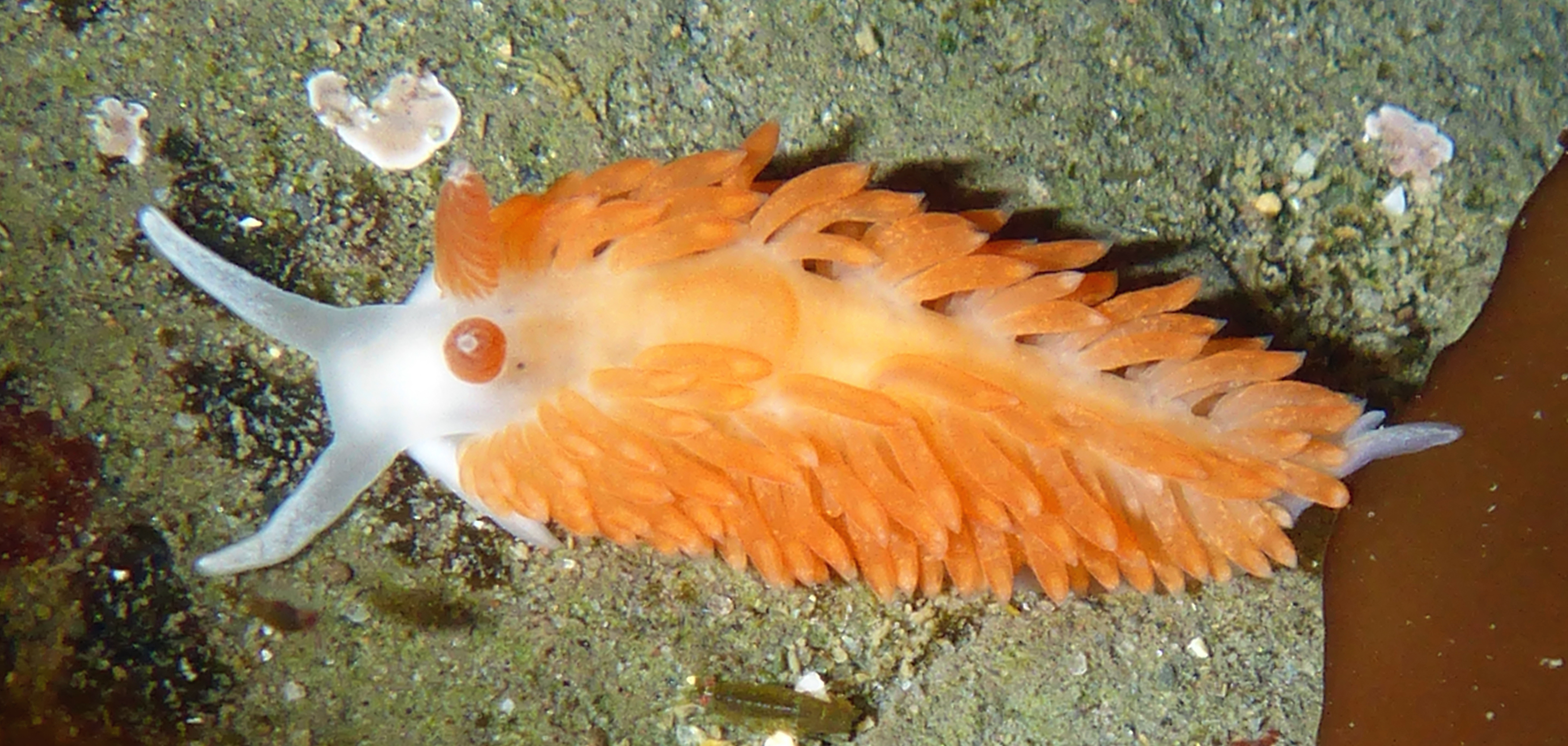
Anteaeolidiella oliviae.